# オーバード (プーランク)
『オーバード、ピアノと18の楽器のための舞踊協奏曲』(仏: Aubade, Concerto chorégraphique pour piano et dix-huit instruments ）FP.51は、フランシス・プーランクが1929年に作曲した、舞踏を伴う小編成オーケストラとピアノのための協奏曲。プーランクが様々な鍵盤楽器のために作曲した5曲の協奏曲のうち2作目にあたる。

## 概要
芸術家のパトロンであったノアイユ伯（Vicomte de NOAILLES ）の屋敷で行われるプライベートな演奏会のために作曲され、1929年6月18日に作曲者自身のピアノ、『牝鹿』の振付者でもあるブロニスラヴァ・ニジンスカの踊り（衣裳：ジャン・ミッシェル・フランク）により初演された。翌1930年1月21日にシャンゼリゼ劇場において、『牝鹿』の主演ダンサーであったヴェラ・ネムチノヴァら、元バレエ・リュスのメンバーらによって公に上演された。この時の振付はジョージ・バランシンが行ったが、『ディアナとアクタイオンの神話』のタイトルのもと、あらたに男性ダンサーによる「アクタイオン」を登場させたことから、プーランクはこれに強く抗議し、「女たちのバレエ」の副題をつけた。作品はノアイユ伯夫妻に献呈され、1931年に出版された。

## あらすじ
森に住む純潔と貞節の女神ディアーヌ（ギリシャ神話のアルテミス、ローマ神話のディアナ）は、自ら定めた神の掟によって恋をすることができず、夜明けのたびに悲しい思いをする、という幻想的な筋書きである。

## 楽器編成
- ピアノ
- フルート2
- オーボエ2
- クラリネット2
- ファゴット2
- ホルン2
- トランペット1
- ティンパニ3台
- ヴィオラ2
- チェロ2
- コントラバス2

スコアに指示された配置は、左右非対称で変則的なものである。ピアノは舞台の上手（客席から見て右側）前方に置かれ、オーケストラはピアニストの後方から左側にかけて扇形を作るように3列で着席し、ピアノを取り囲む。指揮者はピアニストの左前方（客席から見ればピアノの奥）に位置しオーケストラと向き合う。
- 1列目：客席側からヴィオラ、フルート、オーボエ、ホルン
- 2列目：チェロ、ファゴット、クラリネット、トランペット
- 3列目：コントラバス、ティンパニ

## 演奏時間
約21分

## 構成
切れ目なく演奏されるが、10のセクションに区切ることができる。
1. トッカータ（Toccata）Lento e pesante – Molto animato
2. レチタティーヴォ、ディアーヌの仲間たち（Récitatif - Les compagnes de Diane） Larghetto
3. ロンド、ディアーヌと仲間たち（Rondeau – Diane et compagnes） Allegro
4. ディアーヌの入場（Entrée de Diane） Più mosso
5. ディアーヌの退場（Sortie de Diane） Céder un peu
6. ディアーヌの身支度（Toilette de Diane） Presto
7. レチタティーヴォ、「ディアーヌのヴァリアシオン」への序奏（Récitatif – Introduction à la Variation de Diane） Larghetto
8. アンダンテ、ディアーヌのヴァリアシオン（Andante - Variation de Diane） Andante con moto
9. ディアーヌの絶望（Désespoir de Diane） Allegro feroce
10. ディアーヌの別れと出発（Adieux et départ de Diane） Adagio